# Leucophenga okhalkandensis
Leucophenga okhalkandensis är en tvåvingeart som beskrevs av Singh, Dash och Fartyal 2000. Leucophenga okhalkandensis ingår i släktet Leucophenga och familjen daggflugor. Inga underarter finns listade i Catalogue of Life.